# Waylon Woolcock
Waylon Woolcock (* 8. Juli 1982 in Middelburg) ist ein ehemaliger südafrikanischer Radrennfahrer.
Waylon Woolcock wurde 2004 Dritter beim Straßenrennen der nationalen U23-Meisterschaft. Seinen ersten Erfolg konnte er mit einem Etappensieg bei der Ägypten-Rundfahrt 2005 in Nuwaiba feiern. Ein Jahr später gewann er das südafrikanische Eintagesrennen Montecasino 100. Nach einem weiteren Etappensieg bei der Ägypten-Rundfahrt in der Saison 2007 entschied er auch die Gesamtwertung für sich. 2008 wurde er südafrikanischer Vize-Meister im Straßenrennen. 2015 beendete er seine Radsport-Laufbahn, nachdem er beim Mountainbike-Marathonrennen in Sabie Platz zwei belegt hatte.

## Erfolge
2005
- eine Etappe Ägypten-Rundfahrt

2007
- Gesamtwertung und eine Etappe Ägypten-Rundfahrt
- eine Etappe Marokko-Rundfahrt

## Teams
- 2007 MTN-Microsoft
- 2008 Team MTN
- 2010 Team Medscheme
- 2011 Team Bonitas
- 2012 Team Bonitas
- 2013 Team Bonitas